# Calliphora gilesi
Calliphora gilesi är en tvåvingeart som beskrevs av Norris 1994. Calliphora gilesi ingår i släktet Calliphora och familjen spyflugor. Inga underarter finns listade i Catalogue of Life.